# Leptodesmus digitatus
Leptodesmus digitatus är en mångfotingart som beskrevs av Christoph D. Schubart 1947. Leptodesmus digitatus ingår i släktet Leptodesmus och familjen Chelodesmidae. Inga underarter finns listade i Catalogue of Life.